# Deep Down
Deep Down (рабочее название) — находящаяся в разработке бесплатная многопользовательская компьютерная ролевая игра, разрабатываемая компанией Capcom для игровой консоли PlayStation 4.
По сообщениям, выпущенным разработчиками после анонса, действие игры начинается в Нью-Йорке в 2094 году, откуда игровые персонажи будут путешествовать в прошлое благодаря возможности считывать воспоминания из памятников и артефактов. Игровой процесс будет представлять собой кооперативную зачистку подземелий, в которой смогут участвовать до четырёх игроков одновременно. Deep Down будет содержать бесконечное количество процедурным образом генерируемых подземелий, каждый раз с новым расположением комнат, новыми врагами и сокровищами.
На мероприятии PlayStation Meeting 2013 в феврале 2013 года, на котором была представлена и сама консоль PlayStation 4, представлявший компанию Capcom геймдизайнер Ёсинори Оно, более известный по своей работе над серией файтингов Street Fighter, представил одновременно игровой движок Panta Rhei и первую игру на этом движке — Deep Down, отметив, что это рабочее название
. В трейлере был показан средневековый рыцарь в доспехах, сражающийся с огнедышащим драконом. Capcom, по заявлению Оно, предпочла заняться разработкой новой игры, а не очередной частью какой-то из своих старых серий, чтобы иметь больше свободы при освоении аппаратной и программной архитектуры новой платформы и не связывать себя ограничениями, связанными с ожиданиями поклонников других игр. В 2015 году Оно в интервью японскому сайту 4gamer.net сообщил, что компания радикально перерабатывает игру и её разработка «видимо, займет ещё немного времени»: по мнению разработчиков, оригинальная концепция игры была не такой увлекательной для аудитории, как им хотелось бы, и было решено показать в игре нечто совершенно новое, отличающееся от показанного ранее. Несмотря на длительное отсутствие новостей о разработке, Deep Down не была отменена; 9 февраля 2017 года Capcom повторно зарегистрировала в США товарный знак Deep Down, что может означать планы на выпуск игры в будущем. В 2019 году Ёсинори Оно в очередном интервью Eurogamer сообщил, что игра не находится в разработке, и первоначальная команда разработчиков распущена; тем не менее, компания Capcom продолжает поддерживать товарный знак Deep Down и не забросила проект окончательно.